# Picramniales
Classification APG II (2003)
Classification APG III (2009)
Ordre
Taxons de rang inférieur
- Voir le texte

Picramniales est un ordre végétal introduit par le Angiosperm Phylogeny Website et contenant la famille Picramniaceae. Cette famille étaient placée par la classification APG II directement sous le clade Rosidées (anglais en:rosid), c'est-à-dire sans ordre.
Sa validité a été confirmée par la classification APG III.